# Saison 2021-2022 du FC Lorient
Maillots
Chronologie
Saison précédente Saison suivante
La saison 2021-2022 du FC Lorient est la 15e saison du club en Ligue 1, la 2e consécutive. Elle voit le club s'engager dans deux compétitions que sont la Ligue 1 et la Coupe de France.

## Effectif professionnel
| Joueurs prêtés |    |                       |                   |                     |                |                   |           |  |
| \| N° \| P. \| Nat. \| Nom \| Date de naissance \| Sélection \| Club en prêt \| Contrat \| \| \| — \| D \| \| Loris Mouyokolo \| 22/05/2001 (23 ans) \| – \| Bourg-en-Bresse \| 2020-2025 \| \| \| — \| M \| \| Julien Ponceau \| 28/11/2000 (24 ans) \| France -20 ans \| Nîmes Olympique \| 2018-2023 \| \| \| — \| A \| \| Umut Bozok \| 19/09/1996 (28 ans) \| – \| Kasımpaşa SK \| 2019-2023 \| \| \| — \| A \| \| Pierre-Yves Hamel \| 03/02/1994 (31 ans) \| – \| Clermont Foot 63 \| 2016-2023 \| \| \| — \| A \| \| Adrian Grbić \| 04/08/1996 (28 ans) \| Autriche \| Vitesse Arnhem \| 2020-2025 \| \| \| — \| A \| \| Taofeek Ismaheel \| 16/07/2000 (24 ans) \| – \| Vålerenga Fotball \| 2022-2025 \| \| |    |                       |                   |                     |                |                   |           |  |
| N° | P. | Nat.                  | Nom               | Date de naissance   | Sélection      | Club en prêt      | Contrat   |  |
| — | D  | Drapeau de la France  | Loris Mouyokolo   | 22/05/2001 (23 ans) | –              | Bourg-en-Bresse   | 2020-2025 |  |
| — | M  | Drapeau de la France  | Julien Ponceau    | 28/11/2000 (24 ans) | France -20 ans | Nîmes Olympique   | 2018-2023 |  |
| — | A  | Drapeau de la Turquie | Umut Bozok        | 19/09/1996 (28 ans) | –              | Kasımpaşa SK      | 2019-2023 |  |
| — | A  | Drapeau de la France  | Pierre-Yves Hamel | 03/02/1994 (31 ans) | –              | Clermont Foot 63  | 2016-2023 |  |
| — | A  | Drapeau de l'Autriche | Adrian Grbić      | 04/08/1996 (28 ans) | Autriche       | Vitesse Arnhem    | 2020-2025 |  |
| — | A  | Drapeau du Nigeria    | Taofeek Ismaheel  | 16/07/2000 (24 ans) | –              | Vålerenga Fotball | 2022-2025 |  |

| N° | P. | Nat.                  | Nom               | Date de naissance   | Sélection      | Club en prêt      | Contrat   |  |
| —  | D  | Drapeau de la France  | Loris Mouyokolo   | 22/05/2001 (23 ans) | –              | Bourg-en-Bresse   | 2020-2025 |  |
| —  | M  | Drapeau de la France  | Julien Ponceau    | 28/11/2000 (24 ans) | France -20 ans | Nîmes Olympique   | 2018-2023 |  |
| —  | A  | Drapeau de la Turquie | Umut Bozok        | 19/09/1996 (28 ans) | –              | Kasımpaşa SK      | 2019-2023 |  |
| —  | A  | Drapeau de la France  | Pierre-Yves Hamel | 03/02/1994 (31 ans) | –              | Clermont Foot 63  | 2016-2023 |  |
| —  | A  | Drapeau de l'Autriche | Adrian Grbić      | 04/08/1996 (28 ans) | Autriche       | Vitesse Arnhem    | 2020-2025 |  |
| —  | A  | Drapeau du Nigeria    | Taofeek Ismaheel  | 16/07/2000 (24 ans) | –              | Vålerenga Fotball | 2022-2025 |  |

## Avant-saison

### Contexte d'avant-saison
Après avoir obtenu son maintien à la dernière journée de Ligue 1 2020-2021, le FC Lorient espère continuer sur le rythme de la deuxième partie de saison (30 points glanés, 5e au classement sur cette période) et s'assurer une saison 2021-2022 plus sereine.

## Saison Ligue 1

### Statistiques Ligue 1

#### Classements

##### Classement général
| Rang | Équipe             | Pts | J  | G  | N  | P  | Bp | Bc | Diff | Qualification ou relégation            |
| ---- | ------------------ | --- | -- | -- | -- | -- | -- | -- | ---- | -------------------------------------- |
| 14   | Angers SCO         | 41  | 38 | 10 | 11 | 17 | 44 | 55 | −11  |                                        |
| 15   | ES Troyes AC P     | 38  | 38 | 9  | 11 | 18 | 37 | 53 | −16  |                                        |
| 16   | FC Lorient         | 36  | 38 | 8  | 12 | 18 | 35 | 63 | −28  |                                        |
| 17   | Clermont Foot 63 P | 36  | 38 | 9  | 9  | 20 | 38 | 69 | −31  |                                        |
| 18   | AS Saint-Étienne   | 32  | 38 | 7  | 11 | 20 | 42 | 77 | −35  | Participation au barrage de relégation |

##### Fair play
Le classement du fair-play s'établit de la manière suivante :
- Si l'équipe obtient un carton jaune, elle reçoit 1 point.
- Si l'équipe obtient un carton rouge, elle reçoit 3 points.

Le but de ce classement est d'avoir le moins de points à la fin de la saison.

#### Résultats par journée

##### Résultats, points et classement
| Journée  | 1   | 2  | 3   | 4  | 5  | 6  | 7  | 8  | 9  | 10  | 11  | 12  | 13  | 14  | 15  | 16  | 17  | 18  | 19  |
| -------- | --- | -- | --- | -- | -- | -- | -- | -- | -- | --- | --- | --- | --- | --- | --- | --- | --- | --- | --- |
| Terrain  | E   | D  | E   | E  | D  | E  | D  | E  | D  | E   | D   | E   | D   | E   | D   | E   | D   | E   | D   |
| Résultat | N   | V  | D   | N  | V  | N  | V  | N  | N  | D   | N   | D   | D   | D   | D   | D   | D   | D   | N   |
| Points   | 1   | 4  | 4   | 5  | 8  | 9  | 12 | 13 | 14 | 14  | 15  | 15  | 15  | 15  | 15  | 15  | 15  | 15  | 16  |
| Place    | 10e | 7e | 10e | 7e | 8e | 7e | 5e | 6e | 7e | 12e | 11e | 13e | 13e | 14e | 15e | 16e | 16e | 19e | 19e |

| Journée  | 20  | 21  | 22  | 23  | 24  | 25  | 26  | 27  | 28  | 29  | 30  | 31  | 32  | 33  | 34  | 35  | 36  | 37  | 38  |
| -------- | --- | --- | --- | --- | --- | --- | --- | --- | --- | --- | --- | --- | --- | --- | --- | --- | --- | --- | --- |
| Terrain  | E   | D   | E   | D   | E   | D   | E   | D   | E   | D   | E   | D   | E   | D   | E   | D   | D   | E   | D   |
| Résultat | D   | N   | D   | V   | N   | D   | V   | D   | V   | N   | D   | V   | D   | V   | D   | D   | D   | N   | N   |
| Points   | 16  | 17  | 17  | 20  | 21  | 21  | 24  | 24  | 27  | 28  | 28  | 31  | 31  | 34  | 34  | 34  | 34  | 35  | 36  |
| Place    | 19e | 18e | 19e | 17e | 17e | 18e | 16e | 18e | 17e | 16e | 16e | 16e | 16e | 15e | 15e | 16e | 17e | 17e | 16e |

Terrain : D = Domicile ; E = Extérieur.
Résultat : D = Défaite ; N = Nul ; V = Victoire.

##### Évolution au classement
| Journée | 01 | 02 | 03 | 04 | 05 | 06 | 07 | 08 | 09 | 10 | 11 | 12 | 13 | 14 | 15 | 16 | 17 | 18 | 19 | 20 | 21 | 22 | 23 | 24 | 25 | 26 | 27 | 28 | 29 | 30 | 31 | 32 | 33 | 34 | 35 | 36 | 37 | 38 |
| 1er     |    |    |    |    |    |    |    |    |    |    |    |    |    |    |    |    |    |    |    |    |    |    |    |    |    |    |    |    |    |    |    |    |    |    |    |    |    |    |
| 2e      |    |    |    |    |    |    |    |    |    |    |    |    |    |    |    |    |    |    |    |    |    |    |    |    |    |    |    |    |    |    |    |    |    |    |    |    |    |    |
| 3e      |    |    |    |    |    |    |    |    |    |    |    |    |    |    |    |    |    |    |    |    |    |    |    |    |    |    |    |    |    |    |    |    |    |    |    |    |    |    |
| 4e      |    |    |    |    |    |    |    |    |    |    |    |    |    |    |    |    |    |    |    |    |    |    |    |    |    |    |    |    |    |    |    |    |    |    |    |    |    |    |
| 5e      |    |    |    |    |    |    | ↑  |    |    |    |    |    |    |    |    |    |    |    |    |    |    |    |    |    |    |    |    |    |    |    |    |    |    |    |    |    |    |    |
| 6e      |    |    |    |    |    |    |    | ↓  |    |    |    |    |    |    |    |    |    |    |    |    |    |    |    |    |    |    |    |    |    |    |    |    |    |    |    |    |    |    |
| 7e      |    | ↑  |    | ↑  |    | ↑  |    |    | ↓  |    |    |    |    |    |    |    |    |    |    |    |    |    |    |    |    |    |    |    |    |    |    |    |    |    |    |    |    |    |
| 8e      |    |    |    |    | ↓  |    |    |    |    |    |    |    |    |    |    |    |    |    |    |    |    |    |    |    |    |    |    |    |    |    |    |    |    |    |    |    |    |    |
| 9e      |    |    |    |    |    |    |    |    |    |    |    |    |    |    |    |    |    |    |    |    |    |    |    |    |    |    |    |    |    |    |    |    |    |    |    |    |    |    |
| 10e     | ●  |    | ↓  |    |    |    |    |    |    |    |    |    |    |    |    |    |    |    |    |    |    |    |    |    |    |    |    |    |    |    |    |    |    |    |    |    |    |    |
| 11e     |    |    |    |    |    |    |    |    |    |    | ↑  |    |    |    |    |    |    |    |    |    |    |    |    |    |    |    |    |    |    |    |    |    |    |    |    |    |    |    |
| 12e     |    |    |    |    |    |    |    |    |    | ↓  |    |    |    |    |    |    |    |    |    |    |    |    |    |    |    |    |    |    |    |    |    |    |    |    |    |    |    |    |
| 13e     |    |    |    |    |    |    |    |    |    |    |    | ↓  | →  |    |    |    |    |    |    |    |    |    |    |    |    |    |    |    |    |    |    |    |    |    |    |    |    |    |
| 14e     |    |    |    |    |    |    |    |    |    |    |    |    |    | ↓  |    |    |    |    |    |    |    |    |    |    |    |    |    |    |    |    |    |    |    |    |    |    |    |    |
| 15e     |    |    |    |    |    |    |    |    |    |    |    |    |    |    | ↓  |    |    |    |    |    |    |    |    |    |    |    |    |    |    |    |    |    | ↑  | →  |    |    |    |    |
| 16e     |    |    |    |    |    |    |    |    |    |    |    |    |    |    |    | ↓  | →  |    |    |    |    |    |    |    |    | ↑  |    |    | ↑  | →  | →  | →  |    |    | ↓  |    |    | ↑  |
| 17e     |    |    |    |    |    |    |    |    |    |    |    |    |    |    |    |    |    |    |    |    |    |    | ↑  | →  |    |    |    | ↑  |    |    |    |    |    |    |    | ↓  | →  |    |
| 18e     |    |    |    |    |    |    |    |    |    |    |    |    |    |    |    |    |    |    |    |    | ↑  |    |    |    | ↓  |    | ↓  |    |    |    |    |    |    |    |    |    |    |    |
| 19e     |    |    |    |    |    |    |    |    |    |    |    |    |    |    |    |    |    | ↓  | →  | →  |    | ↓  |    |    |    |    |    |    |    |    |    |    |    |    |    |    |    |    |
| 20e     |    |    |    |    |    |    |    |    |    |    |    |    |    |    |    |    |    |    |    |    |    |    |    |    |    |    |    |    |    |    |    |    |    |    |    |    |    |    |

#### Bilan par adversaires
| Rang | Équipe                   | Pts | J | G | N | P | Bp | Bc | Diff |
| ---- | ------------------------ | --- | - | - | - | - | -- | -- | ---- |
| 1    | AS Saint-Étienne         | 4   | 2 | 1 | 1 | 0 | 7  | 3  | +4   |
| 2    | RC Lens                  | 4   | 2 | 1 | 1 | 0 | 4  | 2  | +2   |
| 3    | Clermont Foot 63         | 4   | 2 | 1 | 1 | 0 | 3  | 1  | +2   |
| 4    | AS Monaco                | 4   | 2 | 1 | 1 | 0 | 1  | 0  | +1   |
| 5    | OGC Nice                 | 3   | 2 | 1 | 0 | 1 | 2  | 2  | 0    |
| 6    | Stade brestois 29        | 3   | 2 | 1 | 0 | 1 | 2  | 2  | 0    |
| 7    | LOSC Lille               | 3   | 2 | 1 | 0 | 1 | 3  | 4  | -1   |
| 8    | FC Metz                  | 3   | 2 | 1 | 0 | 1 | 2  | 4  | -2   |
| 9    | FC Girondins de Bordeaux | 2   | 2 | 0 | 2 | 0 | 1  | 1  | 0    |
| 10   | Stade de Reims           | 1   | 2 | 0 | 1 | 1 | 1  | 2  | -1   |
| 11   | Angers SCO               | 1   | 2 | 0 | 1 | 1 | 0  | 1  | -1   |
| 12   | ESTAC Troyes             | 1   | 2 | 0 | 1 | 1 | 1  | 3  | -2   |
| 13   | Olympique lyonnais       | 1   | 2 | 0 | 1 | 1 | 2  | 5  | -3   |
| 14   | Paris Saint-Germain      | 1   | 2 | 0 | 1 | 1 | 2  | 6  | -4   |
| 15   | RC Strasbourg            | 1   | 2 | 0 | 1 | 1 | 0  | 4  | -4   |
| 16   | FC Nantes                | 0   | 2 | 0 | 0 | 2 | 2  | 5  | -3   |
| 17   | Montpellier HSC          | 0   | 2 | 0 | 0 | 2 | 1  | 4  | -3   |
| 18   | Olympique de Marseille   | 0   | 2 | 0 | 0 | 2 | 1  | 7  | -6   |
| 19   | Stade rennais FC         | 0   | 2 | 0 | 0 | 2 | 0  | 7  | -7   |

## Affluences

### Affluences match par match
Ce graphique représente le nombre de spectateurs (en milliers) lors de chaque rencontre à domicile du FC Lorient.
Total de 0 spectateurs en 0 matchs à domicile (0/match).
Total de 0 spectateurs en 0 matchs à domicile (0/match) en Ligue 1.
Total de 0 spectateurs en 0 matchs à domicile (0/match) en Coupe de France.

### Plus grosses affluences de la saison au Stade Yves Allainmat / du Moustoir
| Rang | Adversaire             | Journée/Tour | Date             | Affluence |
| 1    | Paris SG               | J19          | 22 décembre 2021 | 16 603    |
| 2    | Stade rennais FC       | J15          | 28 novembre 2021 | 16 321    |
| 3    | Olympique de Marseille | J36          | 8 mai 2022       | 16 210    |
| 4    | FC Nantes              | J17          | 5 décembre 2021  | 16 025    |
| 5    | AS Saint-Étienne       | J31          | 8 avril 2022     | 15 407    |

### Plus faibles affluences de la saison au Stade Yves Allainmat / du Moustoir
| Rang | Match           | Journée | Date              | Affluence |
| 1    | Angers SCO      | J21     | 16 janvier 2022   | 4 387     |
| 2    | RC Strasbourg   | J29     | 20 mars 2022      | 9 806     |
| 3    | Montpellier HSC | J25     | 20 février 2022   | 10 135    |
| 4    | Lille OSC       | J5      | 10 septembre 2021 | 10 271    |
| 5    | OGC Nice        | J7      | 22 septembre 2021 | 10 687    |

## Statistiques diverses

### Statistiques collectives
| Compétition     | Débute au tour | Termine        | Matches joués | Gagnés | Nuls | Perdus | Buts pour | Buts contre | Différence |
| --------------- | -------------- | -------------- | ------------- | ------ | ---- | ------ | --------- | ----------- | ---------- |
| Ligue 1         | -              | -              | 38            | 8      | 12   | 18     | 35        | 63          | -28        |
| Coupe de France | 1/32 de finale | 1/32 de finale | 1             | 0      | 0    | 1      | 0         | 1           | -1         |
| Total           | -              | -              | 39            | 8      | 12   | 19     | 35        | 64          | -29        |

### Statistiques individuelles
Ce tableau comprend les statistiques de tous les joueurs ayant pris part à au moins un match avec le FC Lorient cette saison.

### Meilleurs buteurs
- Toutes compétitions confondues : Terem Moffi ( 8 buts)
- Ligue 1 : Terem Moffi ( 8 buts)
- Coupe de France : Aucun

### Meilleurs passeurs
- Toutes compétitions confondues : Terem Moffi (4 passes décisives)
- Ligue 1 : Terem Moffi (4 passes décisives)
- Coupe de France : Aucun

### Buts

#### En Ligue 1
- Nombre de buts marqués :   35 buts
- Premier but de la saison : Vincent Le Goff (  52e vs AS Saint-Étienne, J1)
- Premier penalty : Terem Moffi (  31e vs AS Monaco, J2)
- Premier doublé : Ibrahima Koné (  45+1e   65e vs AS Saint-Étienne, J31)
- But le plus rapide d'une rencontre : Adrian Grbić (  5e vs Stade brestois, J13)
- But le plus tardif d'une rencontre : Dango Ouattara (  90+4e vs FC Metz, J33)
- Plus grande marge de victoire à domicile : 4 buts d'écart, 1 fois

- vs AS Saint-Étienne (6-2, J31)
- Plus grande marge de victoire à l'extérieur : 2 buts d'écart, 1 fois

- vs Clermont Foot (0-2, J28)
- Plus grand nombre de buts marqués : 6 buts marqués, 1 fois

- vs AS Saint-Étienne (6-2, J31)
- Plus grand nombre de buts marqués en une mi-temps : 4 buts marqués, 1 fois

- vs AS Saint-Étienne (6-2, J31)

### Discipline

#### En Ligue 1
- Nombre de cartons jaunes : 69
- Nombre de cartons rouges : 4
- Joueur ayant obtenu le plus de cartons jaunes : Laurent Abergel (9 )
- Premier carton jaune : Fabien Lemoine ( 45+1e vs AS Saint-Étienne, J1)
- Premier carton rouge : Houboulang Mendes (   86e vs Montpellier HSC, J3)
- Carton jaune le plus rapide :
- Carton jaune le plus tardif :
- Carton rouge le plus rapide :
- Carton rouge le plus tardif :
- Plus grand nombre de cartons jaunes dans un match :
- Plus grand nombre de cartons rouges dans un match :

#### En Coupe de France
- Nombre de cartons jaunes : 0
- Nombre de cartons rouges : 0

#### Toutes compétitions confondues
- Joueur ayant le plus joué :
- Joueur de champ ayant le plus joué :

#### En Ligue 1
- Joueur ayant le plus joué :
- Joueur de champ ayant le plus joué :

#### En Coupe de France
- Joueurs ayant le plus joué : Matthieu Dreyer, Houboulang Mendes, Moritz Jenz, Léo Petrot, Jérôme Hergault et Enzo Le Fée (90 minutes de jeu)

### Récompenses
- Trophées UNFP "Joueur du mois" :

## Équipe réserve et jeunes

### Équipe réserve
L'équipe réserve du FC Lorient sert de tremplin vers le groupe professionnel pour les jeunes du centre de formation ainsi que de recours pour les joueurs de retour de blessure ou en manque de temps de jeu. Elle est entraînée par Régis Le Bris.
Pour la saison 2021-2022, elle évolue de nouveau dans le Championnat de France de football de National 2, soit le quatrième niveau de la hiérarchie du football en France.

### Centre de formation et école de foot
U19 : Les U19 du FC Lorient évoluent soit avec l’équipe réserve soit avec la catégorie U18 ce qui permet une ascension plus rapide vers le groupe professionnel. Les U18-U19 jouent en Régional 1 Bretagne soit le deuxième échelon national et mobilisent les joueurs âgés entre 18 et 19 ans.
U17 : Les U17 du FC Lorient jouent pour la saison 2021-2022 en Championnat National U17 soit le premier échelon national, tandis que l'équipe réserve évolue en championnat Régional 1 Bretagne soit le deuxième échelon national. Les équipes mobilisent les joueurs âgés entre 16 et 17 ans.
U15 : L'équipe mobilise les joueurs âgés entre 14 et 15 ans.
U13 : L'équipe mobilise les joueurs âgés entre 12 et 13 ans.
U11 : L'équipe mobilise les joueurs âgés entre 10 et 11 ans.
U9 : L'équipe mobilise les joueurs âgés entre 8 et 9 ans.

## Féminines
Senior féminine : L’équipe senior féminine du FC Lorient joue pour la saison 2021-2022 en championnat Régional 1 Bretagne soit le troisième échelon national.
U17 féminine : L’équipe féminine du FC Lorient U17 joue pour la saison 2021-2022 en championnat Régional 1 Bretagne soit le deuxième échelon national. Elle mobilise les joueuses âgées entre 16 et 17 ans.